# Nanbu Nobunao
Nanbu Nobunao (南部 信直 Nanbu Nobunao, Nam Bộ Tín Trực) (1546 - 1599) là một vị daimyo (lãnh chúa) thứ 26 của nhà Nanbu trong thời kỳ Sengoku Nhật Bản. Ông là con trai của (Nanbu) Ishikawa Takanobu và được nhận làm con nuôi của Nanbu Harumasa (anh của Takanobu). Năm 1582, ông lên làm người đứng đầu nhà Nanbu khi con trai của Harumasa là Harutsugu mất. Năm 1590, Nobunao đã theo quân của Toyotomi Hideyoshi và giúp cho đội quân này đánh bại Kunoe Masazane, vị daimyo độc lập cuối cùng ở Nhật Bản trước năm 1591. Ông có một đứa con trai tên là Nanbu Toshinao, một daimyo đầu tiên ở Morioka.